# Gyulay Lajos
Marosnémeti gróf Gyulay Lajos (Andrásfalva,  1800. június 24. – Pest,  1869. március 19.) országgyűlési képviselő, naplóíró.

## Életpályája
Gróf Gyulai Ferenc császári és királyi kamarás és kohányi Kácsándy Zsuzsanna fia az Küküllő vármegyei Oláh-Andrásfalván született. Miután apja 1807. március 3-án meghalt, nevelésének gondja az anyjára nehezedett, ki Kazinczy Ferenc ajánlására 1808-ban Döbrentei Gábort hívta házához nevelőnek. Döbrentei korán bevezette őt az irodalom szeretetébe, és bevonta az általa szerkesztett Erdélyi Múzeum érdekkörébe, mely folyóiratban Gyulay több eredeti értekezésével és fordításaival Kazinczy figyelmét és buzdítását is elnyerte. Már tizenhét éves korában, miközben még iskoláit végezte, az akkori szokás szerint Marosvásárhelyre ment joggyakorlatra. Miután 1818-ban megkapta a marosnémeti jószágot, Döbrenteivel együtt egy pár évet falusi jószágán töltött. Közben Kolozsvárt is megjelenve, ő és id. Bethlen Ferenc gróf voltak a legelsők, akik a magyar ruhát újból felvették, és annak viselését széles körben elterjesztették. 1822-ben az erdélyi udvari kancelláriához Bécsbe ment, hol huzamos ideig működött, és könyvgyűjtési buzgalmával minden akkor megjelent magyar könyvet megszerzett. Hosszas távollét után Erdélybe visszatért, és politikai szereplése közben meglátogatta a megyegyűléseket. Az 1837. szebeni országgyűlésen Zaránd vármegye követe volt, s itt több ellenzéki indítványával, a reformkérdések tárgyalásával és Zaránd vármegyében tartott szónoklataival az ellenzék jelesei közé emelkedett. Az ezután következett kolozsvári és pozsonyi országgyűlésre Zaránd megye részéről újból megválasztatván, elveihez vas következetességgel ragaszkodott. E közben Európában több nagyobb utat tett, és Rómában töltött ideje alatt Czélkuti-Züllich magyar születésű szobrásznál megrendelte Junó szobrát, melyet a magyar nemzeti múzeumnak ajándékozott. A tervbe vett erdélyi múzeumnak is több érdekes tárgyat ajándékozott, többi közt mineralógiai és éremgyűjteményét. Az 1846. és 1848. kolozsvári országgyűlésen mint királyi hivatalos vett részt, 1848-ban pedig Hunyad vármegye részéről a pesti országgyűlésbe választották. 1850 után Pestre tette át lakását, és azután legtöbbet ott lakott. Ő, aki a kolozsvári első állandó magyar színház megindításában munkás volt, a pesti színháznak, színészi nyugdíjintézetnek és különösen a magyar irodalomnak mindvégig lelkes pártfogója maradt. Az erdélyi múzeumnak és a magyar tudományos akadémiának alaptőkéjét tetemes összeggel növelte. Még 1848 előtt az enyedi főiskolán a régi Gyulay-stipendiumot megjavította. 1867-ben a megújult marosnémeti templomot fölszenteltette s ugyanakkor az ottani papi állomást tízezer forint tőkével biztosította.

## Munkássága
Költeménye jelent meg a Szépliteraturai Ajándékban (1821). Hátrahagyott többféle igen érdekes gyűjteményei közt első helyet foglal el egy félszázadig vezetett naplója, melynek egy része kivonatban megjelent: Gróf Gyulay Lajos naplótöredékeiből 1815–1834. Kiadta gróf Kuun Géza. Budapest, 1875,  A napló százhuszonhat negyedrét és nyolcadrét kötetre terjed; kezdődik az 1815. és végződik az 1868. évvel, gróf Kuun Géza marosnémeti levéltárában. A naplónak az 1848-1849. évi magyar forradalomra és szabadságharcra vonatkozó részei 2003-ban jelentek meg az Eötvös Loránd Tudományegyetem Román Filológiai Tanszéke és a Központi Statisztikai Hivatal Levéltára kiadásában, Csetri Elek, Miskolczy Ambrus és V. András János gondozásában.